# 德瓦尔卡

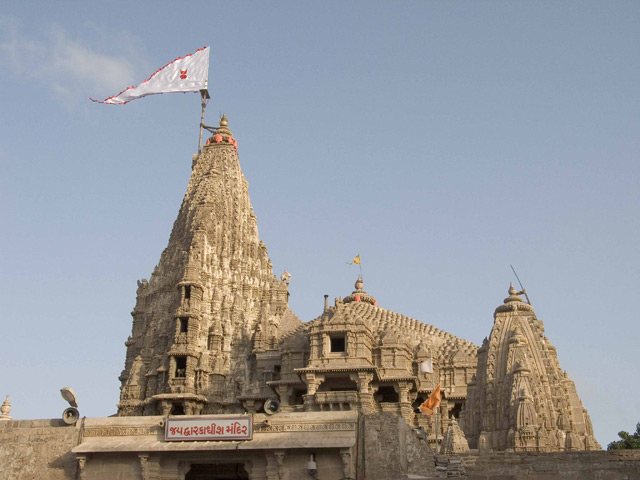

德瓦尔卡（羅馬化：dvārkā）是印度古吉拉特邦杜布米德瓦卡县的一个城镇。总人口33614（2001年）。
德瓦尔卡是印度教的四个朝圣地查尔达姆之一，同时又是该教的七个圣城萨帕塔普里之一。 

## 人口
该地2001年总人口33614人，其中男性17701人，女性15913人；0—6岁人口4220人，其中男2233人，女1987人；识字率63.79%，其中男性为71.54%，女性为55.18%。